# Sambou Yatabaré
Sambou Yatabaré, né le 2 mars 1989 à Beauvais, est un footballeur international malien.
Doté d'un grand gabarit, il joue au poste de milieu axial, défensif ou offensif, voire d'attaquant.

## Biographie

### Enfance et pré-formation
Fils d'un ouvrier d'origine malienne et d'une mère technicienne de surface d'origine sénégalaise, il est le frère de Mustapha Yatabaré, lui aussi footballeur professionnel. Remarqué par un dirigeant d'un petit club de sa ville à l'âge de 9 ans alors qu'il jouait avec ses amis dans la rue, il commence le football avec l'AS Allonne, un petit club de Beauvais. Il poursuit son apprentissage du football au sein de l’AS Beauvais Oise jusqu’à l’été 2007 où il est repéré par Sébastien Bannier, entraîneur de l’équipe réserve du Stade Malherbe de Caen.

### Carrière en club

#### Arrivée à Caen et débuts professionnels (2007-2011)
Il arrive à Caen à l'été 2007 et intègre le groupe professionnel lors de la saison 2008-2009.
Il fait ses débuts en Ligue 1 face à Grenoble le 7 mars 2009. Le 21 mars 2009, il inscrit son tout premier but en Ligue 1 contre l'OGC Nice (2-2). Ses performances de fin de saison lui valent d'être observé par plusieurs clubs de Premier League.
Malgré la relégation du club caennais en deuxième division, il reste en Normandie, où il réalise une saison mitigée, loin des espoirs placés en lui au printemps 2009. Il est sacré champion de Ligue 2 avec Caen l'année suivante et retrouve la Ligue 1.

#### Échec à Monaco et rebond à Bastia (2011-2013)
Le 31 août 2011, il quitte son club formateur et s'engage pour trois saisons avec l'AS Monaco.
Il ne parvient pas à s’imposer à Monaco et réalise des performances moyennes. À la fin de la saison il résilie son contrat à l'amiable avec l'ASM et s'engage avec le SC Bastia pour trois ans. Son année en Corse est plutôt concluante puisqu’il joue 32 matches toutes compétitions confondues.

#### Départ en Grèce et multiples prêts (2013-2016)
Le 30 août 2013, il quitte Bastia pour le club grec de l'Olympiakos, contre une indemnité supérieure à deux millions d'euros. Il ne parvient pas à s’y imposer et ne dispute que dix rencontres avec le club du Pirée.
En manque de temps de jeu, il est prêté à trois reprises. La première fois à son précédent club, le SC Bastia (car un joueur ne peut pas jouer avec plus de deux clubs dans une même saison), pour la deuxième moitié de la saison 2013-2014. Il prend part à 13 matches et inscrit un but avec le Sporting.
Pour la saison 2014-2015 il est de nouveau prêté en France, cette fois à l’En avant Guingamp avec une option d’achat. Il dispute 29 matchs avec les costarmoricains pour un but marqué, l’option n’est pas levée et Yatabaré retourne donc en Grèce. Il dispute ensuite la première moitié de saison 2015-2016 en prêt au Standard de Liège.

#### Passages  en Allemagne et en Belgique (2016-2020)
Le 28 janvier 2016, il s’engage en faveur du Werder Brême contre 2,5 millions d’euros. Il ne parvient pas à s’imposer dans le onze titulaire allemand et joue régulièrement en réserve.
Sambou fait surtout parler de lui pour un évènement extra-sportif : le 5 juillet 2017, il est en effet mis en examen pour violences volontaires sur personne dépositaire de l'autorité publique ayant occasionné une interruption totale de travail (ITT) supérieure à huit jours, (ici 21 jours) à la suite d'une altercation avec un policier en civil sur le parking de l'aéroport Roissy-Charles de Gaulle.
Le 31 août 2017, il est prêté au club belge du Royal Antwerp. Yatabaré dispute 22 matches et convainc les dirigeants de lever son option d’achat le 1er juillet 2018. La suite de sa période belge est moins aboutie puisqu’il ne prend part qu’à 21 autres matches jusqu’à son départ du club en juillet 2020.

#### Retour en France (2021-2023)
Sans club depuis juillet 2020 et la fin de son contrat avec le Royal Antwerp, Sambou s’engage en faveur de l’Amiens SC le 3 février 2021. Il a alors bientôt 32 ans et connaît son neuvième club professionnel.
Ses débuts avec le club picard sont plutôt délicats : lors de sa première apparition sous son nouveau maillot il concède un penalty moins de deux minutes après son entrée en jeu dans le temps additionnel. Vagner Dias transforme le penalty et Amiens s’incline 2 buts à 1 face à Metz.
Non-conservé par Amiens à l'issue de la saison, il s'engage l'été suivant avec le Valenciennes FC.
Malgré une saison 2021-2022 où il est régulièrement aligné en tant que titulaire, il est une fois de plus non-conservé après seulement une saison passée sous les couleurs du Valenciennes FC. À l'été 2022, l'international malien rebondit du côté d'un autre pensionnaire de Ligue 2, puisqu'il signe un contrat de deux ans en faveur du FC Sochaux-Montbéliard. Il rejoint alors le onzième club de sa carrière en signant dans le Doubs. Faisant de très rares apparitions avec l'équipe première, sa présence est de plus, réduite après une incarcération à la suite de faits de violence sur un policier survenue en 2017. Relâché après quelques semaines de prison, son procès en appel a lieu en avril 2023 et confirme la peine d'un an de prison ferme à laquelle il avait été condamné en première instance.

### Carrière en sélection
Alors qu'il n'a encore jamais joué en équipe première à Caen, il honore sa première sélection avec les Aigles du Mali le 18 novembre 2008 face à l'Algérie (1-1).
Fait assez rare, Sambou est appelé en Équipe de France espoirs alors qu’il a déjà joué pour la sélection malienne. Il assiste depuis le banc à la victoire 1-0 des Bleuets face au Portugal, la 6 juin 2009.
À la suite de ce petit intermezzo, Sambou poursuit finalement sa carrière avec le Mali sur le plan international. Pendant plusieurs années, il est titularisé au milieu de sa patrie.
Lors de la Coupe d'Afrique des Nations 2013 il décide de quitter la sélection nationale car il est mécontent de son rôle de remplaçant. Pour cette compétition, il finit troisième avec Mali. Il dispute par la suite trois matches lors de la CAN 2015 et deux lors de la CAN 2017.
Il totalise 32 sélections pour 5 buts inscrits.

## Statistiques
| Saison                | Club                     | Championnat           | Championnat | Championnat | Coupe nationale | Coupe nationale | Coupe de la Ligue | Coupe de la Ligue | Compétition(s) continentale(s) | Compétition(s) continentale(s) | Compétition(s) continentale(s) | Mali | Mali | Total | Total |
| Saison                | Club                     | Division              | M.          | B.          | M.              | B.              | M.                | B.                | Comp.                          | M.                             | B.                             | M.   | B.   | M.    | B.    |
| 2008-2009             | SM Caen                  | Ligue 1               | 11          | 3           | -               | -               | -                 | -                 | -                              | -                              | -                              | 1    | 0    | 12    | 3     |
| 2009-2010             | SM Caen                  | Ligue 2               | 21          | 0           | -               | -               | 1                 | 0                 | -                              | -                              | -                              | -    | -    | 22    | 0     |
| 2010-2011             | SM Caen                  | Ligue 1               | 25          | 2           | -               | -               | 1                 | 1                 | -                              | -                              | -                              | 3    | 0    | 29    | 3     |
| 2011-2012             | AS Monaco                | Ligue 2               | 9           | 1           | -               | -               | -                 | -                 | -                              | -                              | -                              | 1    | 0    | 10    | 1     |
| 2012-2013             | SC Bastia                | Ligue 1               | 28          | 1           | -               | -               | 1                 | 0                 | -                              | -                              | -                              | -    | -    | 29    | 1     |
| 2013-2014             | SC Bastia                | Ligue 1               | 3           | 0           | -               | -               | -                 | -                 | -                              | -                              | -                              | -    | -    | 3     | 0     |
| 2013-2014             | Olympiakos               | Superleague           | 5           | 1           | 2               | 1               | -                 | -                 | C1                             | 3                              | 0                              | 2    | 0    | 12    | 2     |
| 2013-2014             | SC Bastia (prêt)         | Ligue 1               | 13          | 1           | -               | -               | -                 | -                 | -                              | -                              | -                              | 1    | 0    | 14    | 1     |
| 2014-2015             | EA Guingamp (prêt)       | Ligue 1               | 19          | 1           | 2               | 0               | -                 | -                 | C3                             | 8                              | 0                              | 11   | 3    | 40    | 4     |
| 2015-2016             | Standard de Liège (prêt) | JPL                   | 13          | 0           | 3               | 1               | -                 | -                 | C3                             | -                              | -                              | 1    | 0    | 17    | 1     |
| 2015-2016             | Werder Brême             | Bundesliga            | 8           | 1           | 1               | 0               | -                 | -                 | -                              | -                              | -                              | -    | -    | 9     | 1     |
| 2016-2017             | Werder Brême             | Bundesliga            | 2           | 0           | 1               | 0               | -                 | -                 | -                              | -                              | -                              | 5    | 2    | 8     | 2     |
| 2016-2017             | Werder Brême B           | 3. Liga               | 11          | 3           | -               | -               | -                 | -                 | -                              | -                              | -                              | -    | -    | 11    | 3     |
| 2017-2018             | Royal Antwerp FC         | JPL B                 | 20          | 1           | 2               | 0               | -                 | -                 | -                              | -                              | -                              | -    | -    | 22    | 1     |
| 2018-2019             | Royal Antwerp FC         | JPL                   | 17+4        | 1+0         | -               | -               | -                 | -                 | -                              | -                              | -                              | -    | -    | 21    | 1     |
| 2020-2021             | Amiens SC                | Ligue 2               | 4           | 0           | 1               | 0               | -                 | -                 | -                              | -                              | -                              | -    | -    | 5     | 0     |
| 2021-2022             | Valenciennes FC          | Ligue 2               | 26          | 3           | 1               | 0               | -                 | -                 | -                              | -                              | -                              | -    | -    | 27    | 3     |
| Total sur la carrière | Total sur la carrière    | Total sur la carrière | 239         | 19          | 13              | 2               | 3                 | 1                 | -                              | 11                             | 0                              | 25   | 5    | 291   | 27    |

## Palmarès
Au total, il évolue dans neuf clubs, huit divisions différentes et dans quatre pays.
Il joue pas moins de 234 matchs professionnels en club dont 3 en Ligue des champions, 8 en Ligue Europa, 10 en Bundesliga, 99 en Ligue 1 ou encore 30 en Ligue 2, pour 19 buts et 23 passes décisives au total.

### Avec Caen
- Championnat de France de Ligue 2 (2010)

### Avec l'Olympiakos
- Championnat de Grèce (2014)